# محمد الدويك
محمد الدويك (مواليد 26 يونيو 1998، بالدار البيضاء) هو لاعب كرة قدم مغربي لنادي الرجاء الرياضي والمنتخب المغربي، يشغل مركز ظهير أيمن ووسط ميدان.

## روابط خارجية
- محمد الدويك على موقع قاعدة بيانات كرة القدم.إي يو (الإنجليزية)